# 葉昌熾

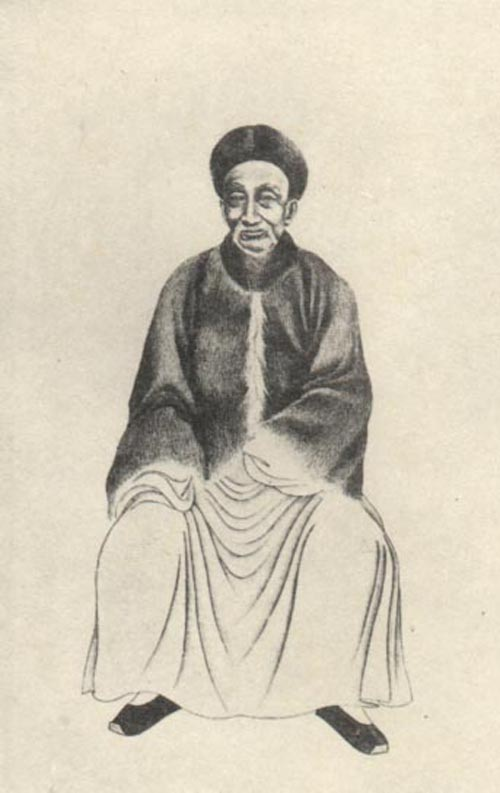
《清代学者象传》第二集之葉昌熾像

葉昌熾（1848年—1917年），字頌魯，號缘督、缘督庐主人，又號鞠裳，長洲（江蘇蘇州）人，中國近代學者、藏書家，晚清翰林。

## 生平
光緒十五年（1889年）進士，同年五月，改翰林院庶吉士。光緒十六年四月，散館，授翰林院編修。光緒二十八年（1902年）領甘肅學政，西行訪碑，著有《語石》。請求敦煌縣令江宗瀚搜求古董，翌年十一月江宗瀚將王圆箓發現的《索公紀德碑》、《楊公碑》、《李太賓造像碑》、《李氏再修功德記碑》、《大中五年洪辯碑》拓本、敦煌《水陸道場圖》絹畫、唐人《大般涅槃經》、北宋乾德六年《水月觀音畫像》轉送給他。一生好收藏金石，傾力求歷代碑版拓本八千餘件。葉氏是研究敦煌藏經洞出土文書的第一人。著有《藏書記事詩》。

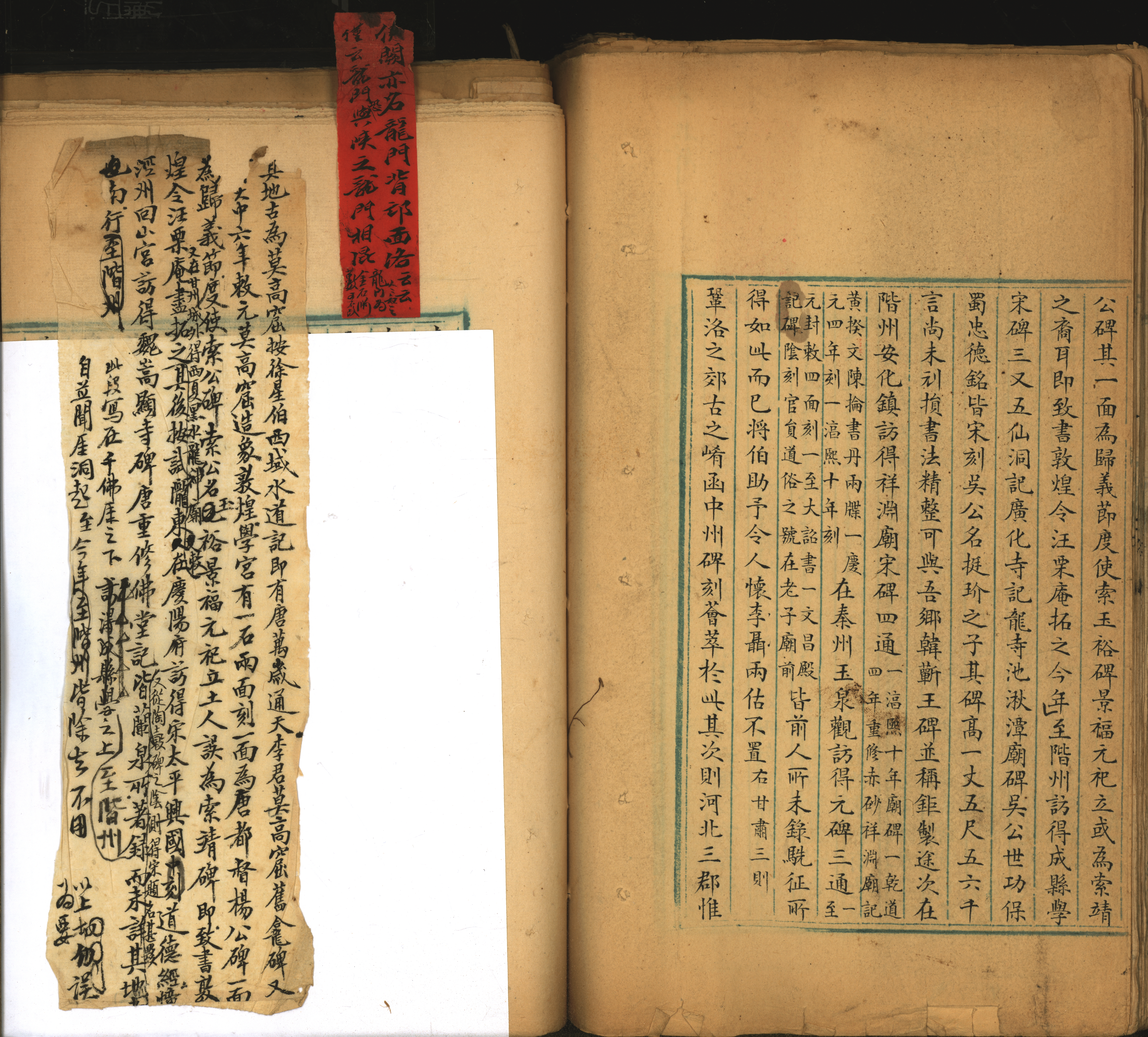
葉昌熾撰寫《語石》的手稿